# Hinchinbrooke
Hinchinbrooke è un comune del Canada, situato nella provincia del Québec, nella regione di Montérégie.
La località si trova al confine con gli Stati Uniti.